# Crescenci de Roma
|  | Per a altres significats, vegeu «Crescenci de Tortosa». |

Crescenci de Roma o de Perusa (Roma, ca. 293 - ca. 304) fou un nen, fill de Sant Eutimi i mort màrtir durant les persecucions cristianes. És venerat com a sant per diverses confessions cristianes.

## Hagiografia
L'única font biogràfica sobre Crescenci són les actes provinents de Perusa i obtingudes per Cesare Baronio, que les publicà a l'Acta Sanctorum. Són actes tardanes i potser redactades a la Toscana, potser amb motiu de la translació del cos de Crescenci a Siena, en 1058.
Crescenci, segons elles, era de noble família romana i fou batejat, amb els seus pare Eutimi i la seva mare, pel sacerdot Epigmeni. Durant la persecució de Dioclecià la família fugí a Perusa, on Eutimi fou mort.
Portat a Roma, en no voler abjurar del cristianisme i malgrat que només tenia onze anys, fou decapitat a la Via Salaria, fora muralla.
Als itineraris romans medievals s'esmentava un Crescenci o Crescencià a les catacumbes de Priscil·la, a la Via Salaria. El cos fou portat, a demanda del bisbe Antifred, a Siena en 1058, on fou un dels quatre sants protectors de la ciutat (amb els sants Saví, Ansà i Víctor).
Un cos sant d'un nen màrtir també anomenat Crescenci fou portat a la Catedral de Tortosa en 1624. La llegenda d'aquest cos sant es calcà de la del sant romà. Altres cossos sants de màrtirs amb el nom de Crescenci són venerats a l'església de San Marco Evangelista de Giugliano i a Santa Maria della Misericordia de Pacentro.
La festa és el 14 de setembre i se'n celebra la translació el 12 d'octubre.